# Stazione di Arpaia-Airola-Sant'Agata dei Goti
La stazione di Arpaia-Airola-Sant'Agata dei Goti è una stazione ferroviaria sulla linea EAV Benevento-Cancello. Serve i comuni di Arpaia, Airola e Sant'Agata de' Goti.

## Strutture e impianti
La stazione è ubicata alla periferia di Arpaia, lungo la strada che la collega ad Airola. La stazione è presenziata ed è dotata di due binari viaggiatori passanti entrambi utilizzati, anche per incroci, e sono presenti un ulteriore binario passante, un tronchino per la sottostazione elettrica, ospitata su apposito carro attrezzato in un recinto, ed un tronchino per l'ex scalo merci, in seguito utilizzato come magazzino.

## Movimento
Il traffico viaggiatori è buono e nella stazione effettuano fermata tutti i treni viaggiatori in transito.
La linea è sospesa ed autosostituita dal 2021 per lavori di ammodernamento della linea.

## Servizi
- Il fabbricato viaggiatori, a due piani, dispone della sala d'aspetto.[1]

## Interscambi
- All'esterno è situato il capolinea degli autobus per diversi centri della zona quali Sant'Agata dei Goti e Moiano.[1]